# Cathédrale Saint-Nicolas de Sremski Karlovci
Pour les articles homonymes, voir Cathédrale Saint-Nicolas.
La cathédrale Saint-Nicolas de Sremski Karlovci (en serbe cyrillique : Саборна црква Светог Николе у Сремским Карловцима ; en serbe latin : Saborna crkva Svetog Nikole u Sremskim Karlovcima) est une cathédrale orthodoxe située à Sremski Karlovci, en Serbie, dans la province de Voïvodine et dans la municipalité de Bačka méridionale. Elle dépend de l'éparchie de Syrmie et est inscrite sur la liste des monuments culturels d'importance exceptionnelle de la république de Serbie (identifiant no SK 1053).

## Histoire et architecture
La construction de la cathédrale Saint-Nicolas a commencé en 1758, à l'instigation du métropolite Pavle Nenadović ; elle était destinée à remplacer une ancienne église datant de l'époque ottomane. Les plans de l'édifice furent conçus par Kosta Cincarin et par l'allemand Johannes. En 1760 furent construites les tours et le dôme, conçus par Zaharije Orfelin, et l'église fut complètement terminée en 1762. Le bâtiment est constitué d'une nef unique prolongée par une abside semi-circulaire ; la façade est surmontée de deux clochers de style baroque. L'espace intérieur est divisé en cinq travées ; la nef et l'autel sont séparées par une structure formant écran.
L'église a été partiellement reconstruite après le grand incendie de 1799 et des changements majeurs, allant dans le sens du néoclassicisme ont été apportés à la façade en 1909 par l'architecte Vladimir Nikolić.

## Décoration intérieure
Les peintures de l'iconostase ont été réalisées en 1780 par Teodor Kračun et Jakov Orfelin. Ces réalisations picturales sont considérées comme un sommet de la peinture baroque en Voïvodine.

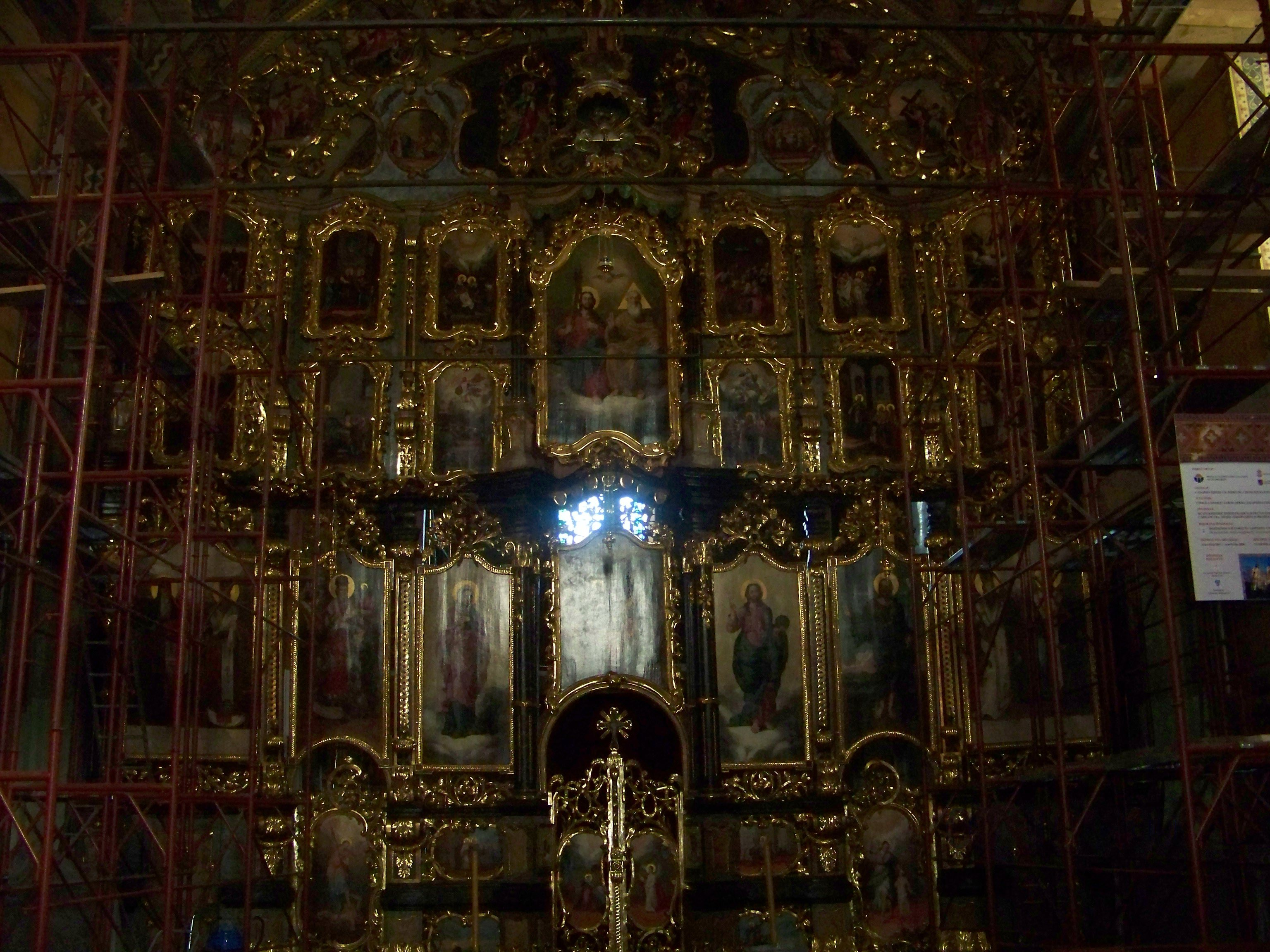
L'iconostase de la cathédrale

## Restaurations
Des travaux de restauration ont été effectués sur l'iconostase de 1972 à 1975. Le bâtiment lui-même a été restauré en 1991-1994 et en 2006.